# Daimon (Det Gyldne Kompas)
 For alternative betydninger, se Daimon. (Se også artikler, som begynder med Daimon)
En daimon (udtales dæmon) er en fiktiv manifastion af et menneskes sjæl i Philip Pullmans trilogi om Det Gyldne Kompas. I disse universer med med fysiske daimoner, lever en del af menneskets sjæl udenfor kroppen i form af et dyr, som repræsentant for det pågældende menneskes personlighed, selvom børns daimoner kan ændre skikkelse indtil de når puberteten. Båndet mellem menneske og daimon er meget intim og daimoner skal blive inden for en kort afstand til deres menneske (med undtagelse af hekse). Kontakt mellem et menneske og en andens persons daimon er strengt tabu, selvom daimonerne gerne må røre hinanden. Mange egenskaber fra en daimon matcher begreber fra andre kulturer eller psykologi.

## Form
I Lyras verden kommer sjælen fysisk til udtryk, i form af et dyr, kaldet en daimon. Den har en særskilt personlighed ud fra deres respektive menneske, til trods for at de er en integreret del af mennesket (dvs. de er én enhed, delt i to organer).
I vores univers og andre, foreslår bøgerne at daimoner er integreret med dens person, dog uden nogen ydre eller fysiske form. De har en naturlig fysisk manifestation i Lyras univers og få andre. (Daimoner der allerede er i en fysisk form, såsom Pantalaimon, vil forblive i en fysisk form, hvis de besøger universer med indre daimoner, som i vores eget univers).
"Det værste brud på etikette" for et menneske er at røre en andens persons daimon (selv i kamp er det sagt, at de fleste soldater aldrig ville gøre en fjendes daimon), selvom visse undtagelser bliver gjort (for eksempel mellem elskende). Den fysiske håndtering af en daimon, forårsager sårbarhed og svaghed i den person, hvis daimon bliver rørt.
Som sagt kan daimoner frit røre andre daimoner og fortælle om forholdet mellem menneskene.
Et barns daimon har ingen fast skikkelse og kan ændre form efter forgodtbefindende og omstændigheder. Når børnene udvikler deres modne personlighed (ca. i puberteten), vil daimonerne antage en fast form, der afspejler menneskets personlige egenskaber. For eksempel vil et menneske med en hunde-daimon være meget trofast og følge myndighed, mens et menneske med en katte-daimon vil være meget uafhængig. (Der er ikke skrevet nogen steder, at ekstraordinære ændringer i menneskets personlighed, også vil ændre daimonens skikkelse). Ved trilogiens begyndelse, hævder Lord Asriel at når daimonen antager fast skikkelse, vil "Støv" begynde at blive ledt gennem et menneske via daimonen og give barnet "dårlige tanker".
En persons daimon er normalt det modsatte køn af sit menneske. Men i nogle tilfælde kan det godt være samme køn og Pullman har indrømmet, at han ikke engang selv ved hvorfor, og kan måske have noget med homoseksualitet at gøre, men måske også noget med en speciel gave eller kvalitet, ved andet øjekast . Den eneste reference til sådanne personer er den første bog Det gyldne kompas, hvor de bliver omtalt som "sjældne" og "venlige".

## Levetid
Det er uvist, hvornår eller hvordan en daimon bliver født eller hvilken form den fødes i. Når en person dør, synes deres daimon at blegne og derefter som "atomer af røg". (Bøgerne beskriver ikke dette som "Støv", selvom filmene afbilleder dem på samme måde). Omvendt, hvis en daimon dør, dør dets menneske også. Hvordan daimonen får sit navn bliver ikke fortalt i bøgerne, men Pullman har senere antydet, at det er barnets forældres daimoner, der navngiver barnets daimon . Da Will Parry kommer fra vores verden, havde hans daimon ikke noget navn og bliver kaldt "Kirjava" (et finsk navn, der betyder plettet eller mangefarvet) af heksen Serafina Pekkala.

## Adskillelse
Generelt skal et menneske og dennes daimon holde sig i en kort afstand til hinanden. Adskillelse, af enhver form, vil volde både psykisk og fysisk smerte hos begge parter, som ofte forårsager død, men nogle kulturer har udviklet teknikker, det tillader en daimon at komme meget langt væk fra sit menneske. Fx hekse, eller mennesker der er forpligtet til at blive shamaner, må udholde hårde ritualistiske prøver og efterlade deres daimoner, når de skal på åndelige rejser. Efter at blive genforenet med deres daimoner, har daimonerne udviklet en evne til at kunne have lange afstande mellem dem og deres menneske. Både hekse og shamaner beholder det stærke intime bånd mellem dem, eneste forskel er bare hvor langt væk de kan være fra hinanden.
I trilogien bruges der en særlig guillotine af "Disciplinærkommissionen" til at overskære det stærke, usynlige bånd mellem et menneske og en daimon, uden at dræbe dem. Men i modsætning til hekse og shamaner, er indgrebet voldeligt og permanent og efterlader mennesket som en zombie, uden selvstændig tankegang eller identitet. "Disciplinærkommisionen" udfører disse indgreb, men Lyra møder mere end et menneske, der ikke kan leve uden sin daimon og dør. Adskillelsesproceduren udleverer en stor mængde energi, som Lord Asriel bruger til at bygge en bro til en anden dimension med byen Cittágazze.
Cittágazze er berygtet for det store antal af Genfærd, spøgelses-lignende individer, der kun tiltrækkes af det faste "Støv" der flyder omkring et voksent menneske – altså et menneske der har overstået puberteten – og kan kun ses af voksne mennesker. Hvis en voksen angribes, mister han eller hun hele sin bevidsthed, selvom kroppen lever videre, og daimonen forsvinder.

## Andre følgesvende

### Spøgelse og Død
Bortset fra daimoner, er alle mennesker i besiddelse af et Spøgelse, som tager over når mennesket dør og en Død, som skal følge Spøgelset ned til underverden. For dem med eksterne daimoner, skal spøgelset, efter døden, repræsentere den del af sjælen der sad i kroppen (imodsætning til daimoner, der forsvinder når døden indtræffer). Spøgelser ligner svagt menneskene som de så ud i live. Dødene kan kun ses af deres kolleger i visse verdner, ligesom daimoner. De fremstår som rene og upåvirkede, men venlige figurer der rykker tættere og tættere på deres menneske, når tiden er inde.
Lyra bliver konfronteret med sin Død, da hun er i underverden for at lede efter sin døde ven, Rogers spøgelse. Selvom daimonen forsvinder når døden indtræffer, vil Døden føre Spøgelset ned til underverden og med tiden forblive fanget i underverden. Will og Lyra hjælper de døde, da de skærer et hul ind til en anden verden, som de døde kan komme igennem. Når spøgelserne kommer ud i den virkelige verden, bliver de opløst ligesom daimonerne, og bliver genforenet med universet.
Ligesom med en daimon, er menneskets Død det modsatte køn af mennesket. Menneskets spøgelse er derimod samme køn som mennesket.

## Andre sprog
I den norske, danske og svenske oversættelse er ordet "dæmon" oversat med "daimon", da "dæmon" jo betyder "dæmon". På serbisk og italiensk hedder det også "daimon". I den spanske udgave bliver ordet oversat med "daimonion". Den portugisiske oversættelse er "génio", som henviser til en gud i den græsk-romerske mytologi, selvom den brasilianske hedder "dimon".